# Euranet

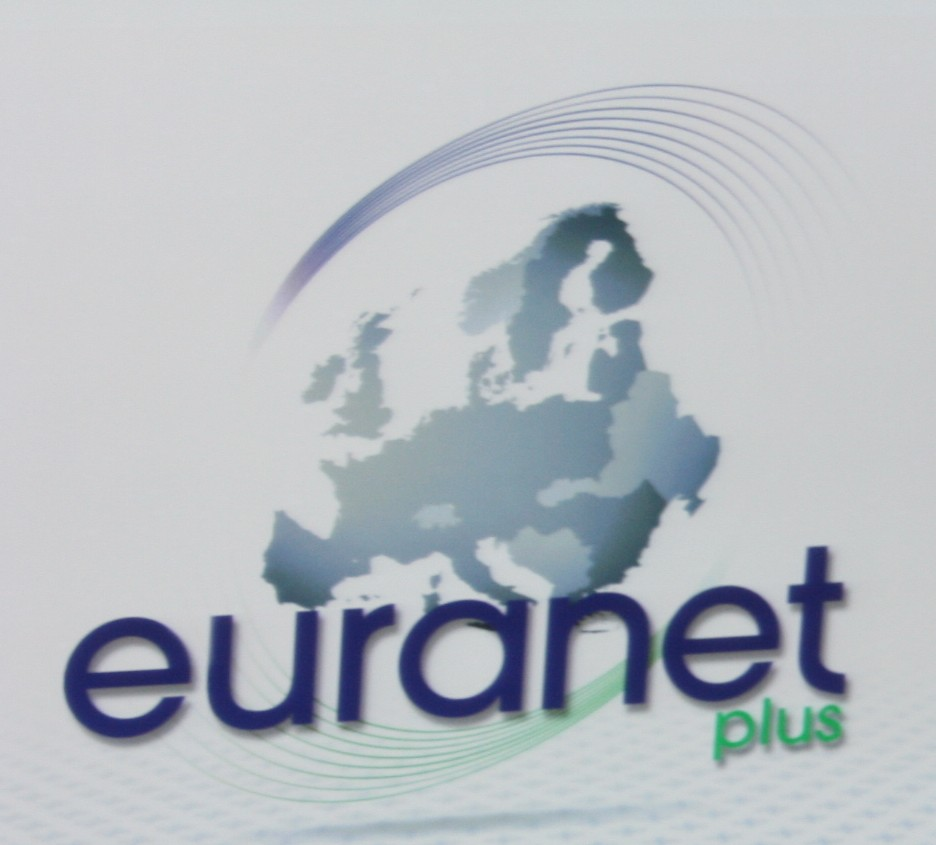
Logo Euranet.

Euranet – europejska sieć radiowa. Jest to fuzja 16 międzynarodowych, krajowych, regionalnych
i lokalnych rozgłośni europejskich tworząca jedno paneuropejskie Konsorcjum Medialne. Projekt ten informuje i komunikuje o wydarzeniach w Europie z perspektywy transnarodowej, a nie jak to było wcześniej, z perspektywy narodowej.
Euranet emituje wspólne audycje od początku kwietnia 2008 roku.

## Historia
Z inicjatywy Deutsche Welle (DW) i Radio France Internationale (RFI) 25 lipca 2007 połączyło się 16 międzynarodowych, krajowych i regionalnych rozgłośni z 13 krajów Unii Europejskiej tworząc jedno paneuropejskie konsorcjum. Członkami konsorcjum są państwowe oraz prywatne rozgłośnie radiowe. Celem tego zjednoczenia jest poprawienie podawania informacji z i o Europie, a także zdawanie relacji o wspólnym życiu w Europie i poprzez to stworzenie tak zwanej Europejskiej Publiczności. Europejskie Konsorcjum Mediów Euranet zostało oficjalnie przedstawione w lutym 2008 w Brukseli przez Margot Wallström – wiceprzewodniczącą Komisji Europejskiej. Potwierdziła ona, że Komisja Europejska wesprze finansowo Euranet w ciągu następnych 5 lat sumą 5,8 miliona €. Mimo wsparcia finansowego Komisja Europejska gwarantuje rozgłośniom uczestniczącym w Euranecie całkowitą niezależność redakcyjną.
W pierwszym roku nadawania Euranet tworzone są audycje w języku niemieckim, angielskim, francuskim, polskim i hiszpańskim. Audycje Euranetu po bułgarsku, grecku, portugalsku, rumuńsku i węgiersku występują głównie w magazynach i dossier.
Docelowo do roku 2012 programy te mają być emitowane we wszystkich 23 oficjalnych językach UE.

## Członkowie
Niemieckie radio Deutsche Welle odeszło od projektu 30 czerwca 2009 roku.
Członkami Euranetu są następujące rozgłośnie:
| Państwo    | Rozgłośnia                         |
| ---------- | ---------------------------------- |
| Belgia     | Radio Télévision Belge Francophone |
| Bułgaria   | Bułgarskie Radio Narodowe          |
| Czechy     | Radio Praha (Český rozhlas)        |
| Dania      | Radio Mælkebøtten                  |
| Francja    | Radio France Internationale        |
| Grecja     | Skai Radio                         |
| Hiszpania  | Punto Radio Castilla y León        |
| Holandia   | Radio Nederland Wereldomroep       |
| Polska     | Polskie Radio SA                   |
| Polska     | Polskie Radio Szczecin SA          |
| Portugalia | Europa Lisboa                      |
| Rumunia    | Radio Romania International        |
| Rumunia    | RFI România                        |
| Słowenia   | Radio Slovenia International       |
| Węgry      | Magyar Rádió                       |
| Włochy     | Radio 24 – Il Sole 24 Ore          |

## Konsorcjum
Konsorcjum Euranatu kierowane jest przez dwóch zarządzających, którzy wspierają i współplanują Strategie i dalszy rozwój Euranetu. Odpowiedzialność finansową w stosunku do UE ma (CEO) Erlends Calabuig z RFI, odpowiedzialność redakcyjną za Euranet sprawuje Petra Kohnen (CEO) z DW.

## Formaty Audio
Euranet informuje o wydarzeniach kulturalnych, społecznych, ekonomicznych i politycznych w Europie z perspektywy ogólnoeuropejskiej. Dzienny czas emisji
o Europejczykach i dla Europejczyków wynosi od 30 do 60 minut. Programy w Euranetach emitowane są w głównych godzinach słuchania i wielokrotnie przez inne rozgłośnie emitowane.
- Wiadomości: Codziennie ważne informacje o bieżących wydarzeniach w Europie
- Aktualne wydarzenia: Codziennie ważne informacje z polityki, ekonomii i społeczeństwa.
- Magazyny: Codziennie szczegółowe audycje i reportaże poświęcone Unii Europejskiej i jej mieszkańcom oraz najważniejszym wydarzeniom politycznym, społecznym, kulturalnym i gospodarczym we wspólnocie z paneuropejskiego punktu widzenia.
- Dossiers: Wielokrotnie w roku audycje dotyczące różnych tematów od emigracji poprzez energię, klimat do lifestyle.
- Live: od trzech do czterech razy w roku emisje na żywo o szczególnie ważnych wydarzeniach w Europie

Uczestniczące w programie rozgłośnie mają dziennie od 12 do 19 milionów słuchaczy. Do tego dochodzi jeszcze 30 milionów słuchacze spoza Europy.

## Europejski programUniversity Circle
Aby wesprzeć rozwój działalności radia i internetu został powołany do życia tzw. Europejski “University Circle”. W ramach tego projektu studenci dziennikarstwa i języków obcych mają możliwość wykorzystywania materiałów naukowych. Oprócz tego studenci biorących udział w programie uniwersytetów przedstawiają swoje opinie o audycjach oraz dostarczają propozycji dla audycji Euranetu osobom realizującym te programy.
W projekcie biorą udział następujące uniwersytety: Cambridge University, Roosevelt Academy university college Middelburg, IHECS w Brukseli, RWTH Aachen, Tampere Universität w Finlandii, Babes-Bolyai Uniwersytet w Rumunii, a także Uniwersytet Wrocławski w Polsce.
Dodatkowo oprócz uczestniczących rozgłośni Programy Euranet są przejmowane przez liczne rozgłośnie studenckie (Campus Radio). Lokalne stacje partnerskie posiadają status członka stowarzyszonego w Konsorcjum. Do rozgłośni partnerskich należą:
- Wielka Brytania: CUR 1350 Cambridge University
- Niemcy: Hochschulradio, TIDE Radio, Hamburg Media School, CampusRadioBonn
- Francja: Radio Campus Paris, Eur@dionantes
- Finlandia: Radio Moreeni Tampere University
- Polska: UniRadio Wrocław